# Земельні комітети
Земельні комітети — організації, утворені Тимчасовим урядом для проведення земельної реформи (в Україні — у кінці травня — червні 1917).
Були утворені постановою Тимчасового уряду 21 квітня 1917 як спеціальні державні органи, що мали забезпечити підготовку та проведення земельної реформи в Російській Республіці. Спочатку був утворений Головний земельний комітет, потім — земельні комітети на місцях. Підпорядковувалися міністерству землеробства, перебували під контролем губернських та повітових комісарів Тимчасового уряду. Місцеві земельні комітети займалися збором необхідних для земельної реформи відомостей, складанням попередніх висновків та міркувань з цих питань, приведенням у виконання постанов центральних органів Міністерства землеробства, вирішенням питань, суперечок і непорозумінь між селянами і поміщиками. Уряд намагався таким чином перевести все наростаючий революційний селянський рух за землю в русло мирних вимог. Волосні земельні комітети планувалося організувати лише в 20 % волостей. Але селянство активно включилося до процесу організації низових земельних комітетів (на вересень 1917 вони були створені вже у 80 % волостей).
До складу губернських і повітових земельних комітетів входили члени, обрані відповідними земськими зборами (губернськими або повітовими) і міськими думами, представники економічних відділів (агрономічного та статистичного) відповідних земських управ, повітового світового з'їзду, повітових (у губернському комітеті) або волосних (в повітовому комітеті) земельних комітетів, «знаючі» особи та представники Міністерства фінансів. Крім того, до складу губернських земельних комітетів входили й інші чиновники — представник Міністерства землеробства і член окружного суду. Волосний земельний комітет складався з п'яти членів, обраних волосним земством.
В Україні організація земельних комітетів розпочалася в травні-червні 1917, восени вже існувало 9 губернських, 94 повітових і 1528 волосних земельних комітетів. У деяких селах Волинської, Катеринославської, Київської, Подільської, Полтавської, Харківської і Чернігівської губерній було обрано також сільські комітети. Низові земельні комітети займали найбільш революційні позиції, підтримували боротьбу селянства за конфіскацію й розподіл приватновласницьких земель, тому вже невдовзі після обрання деякі члени низових земельних комітетів Київської, Подільської і Полтавської губерній були репресовані.
1917 переважна більшість земельних комітетів в Україні підтримувала політику Української Центральної Ради. Після Жовтневого перевороту 19 грудня 1917 (1 січня 1918) Головний земельний комітет був розпущений. Велика частина місцевих земельних комітетів у листопаді-грудні 1917 була переобрана. На українських землях, де було встановлено радянську владу, земельні комітети керували розподілом конфіскованих земель та майна й відчуженням куркульських надлишків. Всеросійський з'їзд земельних комітетів, що засідав спільно з селянської секцією 3-го Всеросійського з'їзду Рад 17-28 січня (30 січня — 10 лютого) 1918 року, висловився за ліквідацію земельних комітетів як самостійних організацій. Згідно з «Тимчасовим положенням про соціалізацію землі» (1918) почалася реорганізація земельних комітетів у земельні відділи рад. На території, підконтрольній урядові гетьмана П. Скоропадського, земельні комітети були офіційно ліквідовані 29 квітня 1918 і фактично припинили свою діяльність у травні 1918.